# Mainhardt
Mainhardt è un comune tedesco di 6 168 abitanti,, situato nel land del Baden-Württemberg.

## Storia
Sono presenti sul suo territorio le rovine di un forte di epoca romana appartenente al sistema difensivo del limes germanico-retico.